# Nikołaj Gontar
Nikołaj Pawłowicz Gontar (ros. Николай Павлович Гонтарь, ur. 29 kwietnia 1949 we Władywostoku) – rosyjski piłkarz, bramkarz, reprezentant Związku Radzieckiego, trener piłkarski.
Jako nastolatek trenował w szkołach piłkarskich klubów władywostockich: Dynama i Łuczu, a następnie występował w drużynie seniorów Łuczu. Od sezonu 1972 reprezentował Dinamo Moskwa, z którym wiosną 1976 zdobył Mistrzostwo ZSRR. Rozegrał 12 meczów w reprezentacji ZSRR.
Po zakończeniu kariery piłkarskiej pracował jako szkoleniowiec w Dynamie Moskwa. W latach 1986–1987 był kierownikiem drużyny Dynamo-2, a od 1988 do 2005 trenerem bramkarzy w pierwszej drużynie Dynama.